# Зимняя Тоехта
Зимняя Тоехта — река в России, протекает по Макарьевскому району Костромской области. Устье реки находится в 25 км от устья Тоехты по правому берегу. Длина реки составляет 8 км.
Слева в Зимнюю Тоехту впадает Тоехта.
Река течёт преимущественно на запад. Населённых пунктов по берегам реки нет.

## Данные водного реестра
По данным государственного водного реестра России относится к Верхневолжскому бассейновому округу, водохозяйственный участок реки — Унжа от истока и до устья, речной подбассейн реки — Бассей притоков Волги ниже Рыбинского водохранилища до впадения Оки. Речной бассейн реки — (Верхняя) Волга до Куйбышевского водохранилища (без бассейна Оки).
Код объекта в государственном водном реестре — 08010300312110000015952.

## Топографические карты
- Лист карты O-38-77. Масштаб: 1 : 100 000. Указать дату выпуска/состояния местности.
- Лист карты O-38-78. Масштаб: 1 : 100 000. Указать дату выпуска/состояния местности.